# TV-nytt (Yle)
Yle Nyheter TV-nytt är ett svenskspråkigt dagligt nyhetsprogram i Yle Fem, en kanal som hör till det finländska public service-bolaget Yle (Rundradion). Programmet sänds också i utlandskanalen TV Finland.
TV-nytt har dagligen sändningar kl. 17.55 och kl. 19.30. Huvudnyhetssändningen sänds kl. 19.30 och är 25 minuter lång.

## Historia
TV-nytt har funnits i mer än fem decennier - det började sändas den 5 april 1965, först med namnet Från dag till dag.
Den sena kvällssändningen ("Kvällsnytt") förkortades från 10 minuter till endast 90 sekunder den 1 september 2011, officiellt på grund av utrymmesskäl då FST5 (nuvarande Yle Fem) slogs ihop med SVT World. Samma dag infördes en ny sändning kl. 16.55 med fokus på telegramnyheter från olika regioner i Svenskfinland. På veckoslut finns inga sändningar på morgonen och sent på kvällen.
Åren 2001–2008 hade TV-nytt två huvudnyhetssändningar; kl. 18.15 på TV1 och FST-D och 20.00 på FST-D (måndagar också på TV2). I och med Finlands övergång till digital television hösten 2007 började TV-nytt sändas endast på FST5 – tidigare sändes TV-nytt på de finskspråkiga TV-kanalerna. 
Morgonnytt var ett morgonnyhetsprogram som sändes i Yle TV1:s morgon-TV åren 1997-2005 med tre sändningar per morgon. År 2005 lade Yle ned Morgonnytt av ekonomiska skäl. I januari 2010 återuppstod finlandssvensk morgon-TV, Min Morgon, med hjälp av extern finlandssvensk finansiering.

## Personer associerade med programmet
Korrespondent i Bryssel: Dan Ekholm, i Hongkong: Björn Ådahl, i Paris: Raine Tiessalo, i Tallinn: Gustaf Antell, i Stockholm: Bengt Östling och i Washington: Mette Nordström
Bland nyhetsuppläsarna märks Daniel Olin, Ingrid Mallén och  Susanna Sjöstedt.